# Irschenhausen
Irschenhausen es un ortsteil del municipio de Icking, dentro del distrito de Bad Tölz-Wolfratshausen, en la Alta Baviera (Alemania).
El pueblo de la iglesia está al norte de la ciudad central de Icking en la carretera local TÖL 19. La Bundesstraße B 11 discurre no muy lejos del este del orsteil, y el Isar también se encuentra en la zona oriental de Irschenhausen. La bundesautobahn A 95 se encuentra en la zona occidental.

## Historia
El asentamiento fue fundado en el año 800 d. C. donde es mencionado inicialmente con el nombre de Ursinhusen. El nombre proviene del alemán «Urso» o del romano «Ursus».

## Cultura
La Hollerhaus es un lugar de encuentro cultural para lecturas, exposiciones y conciertos stuado en la calle Neufahrner 3. Fue utilizada como la «Pension Resi» en la serie policial de televisión Der Bulle von Tölz desde 1995 hasta 2008.

## Turismo
En la lista de monumentos en Icking, se enumeran ocho monumentos para Irschenhausen:
- La zona antigua, fechada en los siglos XIV/XV. La iglesia pastoral católica de San Anian del siglo XIX es una iglesia de una sola nave con un presbiterio empotrado y una cúpula bulbosa de corte occidental. La iglesia fue construida probablemente hacia el siglo XVII, pero fue restaurada y ampliada en 1922.

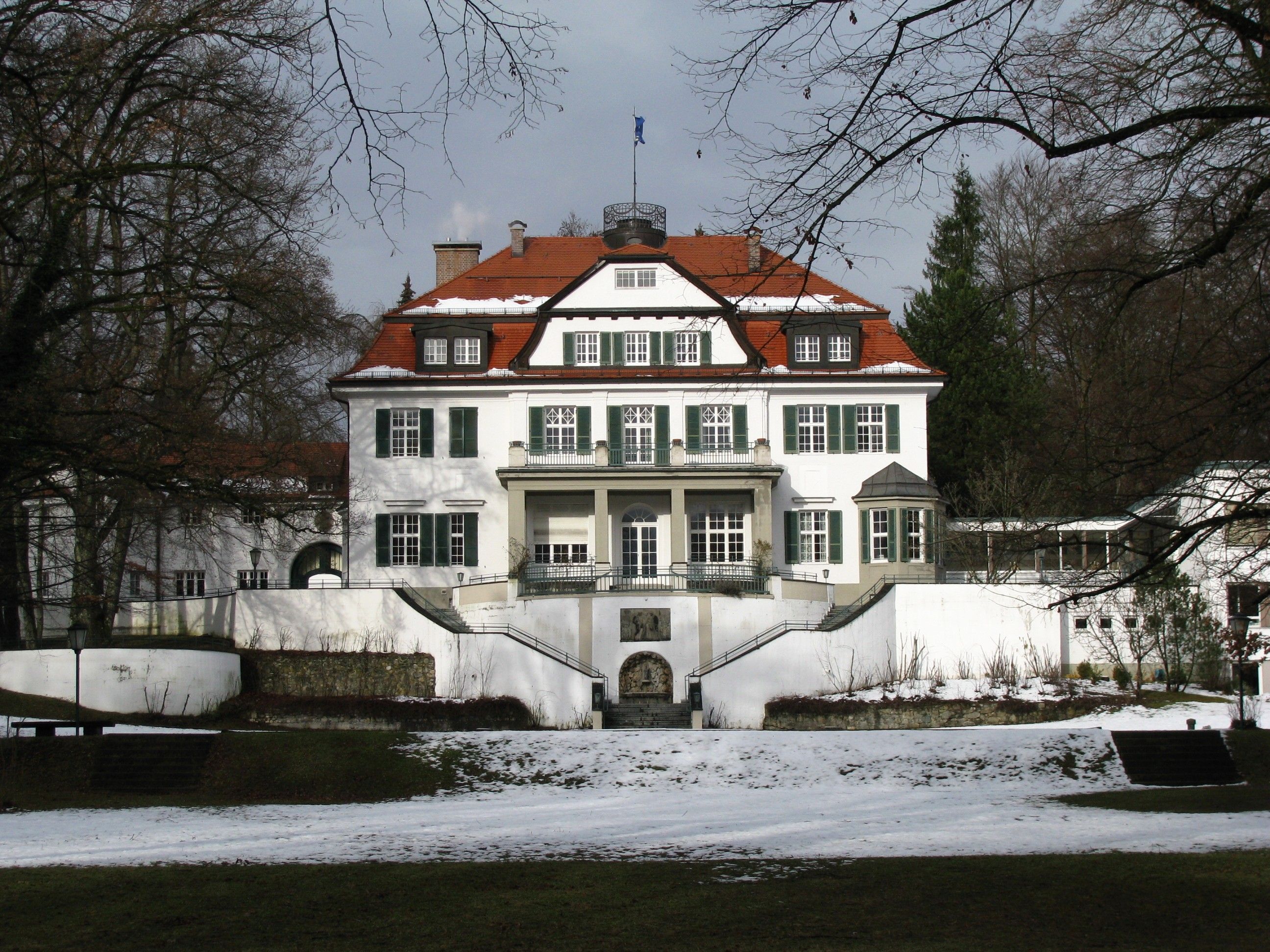
Haus Eggenberg (antigua villa, actualmente una escuela secundaria)

- Construida alrededor de 1910, Haus Eggenberg es una antigua villa, actual escuela secundaria. El edificio de techo a dos aguas abuhardillado enlucido de dos pisos se crea en formas barrocas con balcones en el cuerpo de vanguardia central . El edificio incluye un hastial, un ventanal en esquina, un doble tramo de escaleras y un ala de servicio en la parte occidental.
- Las tres antiguas granjas tienen tejados a dos aguas.
- Las dos casas de campo también son antiguas casas de campo con techo inclinado.
- La ermita, original de entre los s. XVI y XVII consiste en un pilar de toba con un accesorio de linterna. Fue restaurada en el s. XIX.